# Pier Paolo Pasolini
Pier Paolo Pasolini, ook bekend onder zijn initialen PPP, (Bologna, 5 maart 1922 – Lido di Ostia, 2 november 1975) was een Italiaans marxistische filmregisseur, dichter, en schrijver. 

## Leven en werk

### Kinder- en jeugdjaren
Pier Paolo Pasolini werd geboren op 5 maart 1922 in Bologna. Tijdens de eerste jaren van zijn leven verhuist het gezin verschillende malen omdat Pasolini's vader, Carlo Alberto Pasolini, als militair naar verschillende kazernes werd gestuurd.

### Bologna
In 1939 ging hij studeren aan de universiteit van Bologna. Hij publiceerde zijn eerste gedichtenbundel (Poesia a Casarsa) in 1941. Tijdens de toen aan de gang zijnde Tweede Wereldoorlog werd hij in het leger opgenomen en raakte hij later in Duitse  krijgsgevangenschap waaruit hij echter wist te ontvluchten. Na de oorlog werd hij lid van de Italiaanse Communistische Partij.

### Rome
Na zijn studies in Bologna kwam hij begin jaren vijftig definitief in Rome terecht, samen met zijn moeder. Zijn vader, een officier in het fascistische leger, was op dat moment al overleden. Zijn jongere broer was als partizaan tijdens de oorlog gesneuveld. Moeder en zoon konden aanvankelijk de eindjes moeilijk aan elkaar knopen. Ze woonden in een verpauperde buitenwijk van Rome, onderwerp van zijn spraakmakende novelle Ragazzi di vita (1955), en later van de film Accattone. Voor zijn novelle kreeg hij behalve literaire lof ook kritiek vanwege het obscene karakter van het betreffende werk.
Nadat hij eind jaren vijftig al enige schreden had gezet op het gebied van de film, debuteerde hij 1961 met zijn eerste eigen, hierboven reeds vermelde film Accattone.

### Bekend filmregisseur
Pasolini kreeg het eerst bekendheid met zijn opmerkelijke film Il Vangelo secondo Matteo (Het evangelie volgens Matteüs) (1964) die zelfs vanuit de Kerk werd geprezen. Vanuit zijn sociale bewogenheid groeide zijn kritiek op de gangbare christelijke opvattingen.
Zijn films schiepen verwarring en waren omstreden, niet het minst vanwege bepaalde obsceniteiten. De bekendste uit zijn laatste jaren waren:
- Edipo re (1967, over Oedipus)
- Teorema (1968)
- Medea (1969, over Medea)
- Il Decameron (1971) (over de Decamerone van Boccaccio)
- I Racconti di Canterbury (1972) (naar de The Canterbury Tales van Geoffrey Chaucer)
- Il Fiore delle Mille e Una Notte (1974) (verfilming van de sprookjes van Duizend-en-een-nacht)
- Salò o le 120 giornate di Sodoma (Salò of de 120 dagen van Sodom) (1975, naar de roman van de Markies de Sade in combinatie met de Republiek van Salò). Salò o le 120 giornate di Sodoma werd tevens in diverse landen verbannen.

### Moord
Op 2 november 1975, Allerzielen in het rooms-katholieke geloof, werd Pasolini vermoord aangetroffen op een strand in Ostia, bij Rome. De moord was gruwelijk, zijn hart was uit elkaar gespat, zijn gezicht verscheurd en hij was diverse malen met een auto overreden. De echte omstandigheden van de moord zijn onbekend, maar een zeventienjarige schandknaap, Giuseppe Pelosi, werd ervoor veroordeeld. Het is wel mogelijk dat het om een politieke moord gaat. 
Op 7 mei 2005 verklaarde Pelosi, die zijn straf inmiddels had uitgezeten, in een interview voor het eerst dat er anderen medeverantwoordelijk waren en trok hij zijn bekentenis in; hij noemde echter geen namen. Naar aanleiding hiervan heropende de politie de zaak, maar de rechtbank besliste dat er onvoldoende nieuwe feiten waren om het onderzoek voort te zetten. In 2009 werd bekend dat de zaak nogmaals heropend zou worden, wat in 2010 ook daadwerkelijk gebeurde. In maart 2015 sloot de rechtbank het dossier echter opnieuw, omdat er in haar ogen wederom geen nieuwe belastende feiten aan het licht waren gekomen. Weliswaar waren er DNA-sporen van ten minste vijf mannen op Pasolini's kleding gevonden, maar die konden niet naar specifieke personen worden herleid en evenmin was met zekerheid vast te stellen op welke tijdstippen die sporen waren nagelaten.
In 2014 maakte de Amerikaanse regisseur Abel Ferrara een biografische film over Pasolini met Willem Dafoe in de hoofdrol. Giuseppe Pelosi overleed 20 juli 2017 in een ziekenhuis in Rome aan longkanker.

## In het Nederlands vertaalde poëzie van Pasolini
- In de vorm van een roos. Gedichten, keuze, vertaling en nawoord Karel van Eerd, Meulenhoff, Amsterdam, 1987 (bloemlezing uit de bundels Poesia in forma di rosa (1964) en Trasumanar e organizzar (1971)).
- De as van Gramsci. Gedichten, keuze, vertaling en nawoord Karel van Eerd, Meulenhoff, Amsterdam, 1989 (bloemlezing uit de bundels Le Ceneri di Gramsci (1957) en La religione del mio tempo (1961)).
De as van Gramsci, vertaald, ingeleid en van aantekeningen voorzien door Luc Devoldere, met foto's van Malou Swinnen, Uitgeverij P, Leuven, 2012 (bevat enkel het titelgedicht van Le Ceneri di Gramsci).
- Vaarwel en beste wensen. Poëzie en polemieken, vertaald, samengesteld en ingeleid door Piet Joostens, Uitgeverij Polis, Antwerpen, 2016 (bloemlezing uit de bundels La meglio gioventù (1954), Le Ceneri di Gramsci, La religione del mio tempo, Poesia in forma di rosa, Trasumanar e organizzar en La nuova gioventù (1975); aangevuld met vertalingen van de voornaamste maatschappijkritische artikelen uit Scritti corsari en Lettere luterane en een vertaling van het laatste interview van Pasolini, afgenomen aan de vooravond van zijn dood.
- De nachtegaal van de Katholieke Kerk, keuze en vertaling van Yolanda Bloemen en nawoord van Floris Meens, Huis Clos, Rimburg, 2017 (bloemlezing uit L' Usignolo della Chiesa Cattolica (1958)).

## In het Nederlands vertaalde romans van Pasolini
- Una vita violenta (1959) – Een fel bewogen leven, vert. Jenny Witstijn, De Boekerij, Baarn, 1960; tweede vertaling als Meedogenloos bestaan, vert. Graziella Rais, Meulenhoff, Amsterdam, 1992.
- Teorema (1968)  – Theorema, vert. Yvonne Scholten, Bruna, Utrecht; tweede vertaling door Graziella Rais, Meulenhoff, Amsterdam, 1988.
- Atti impuri & Amado mio (postuum, 1982) – Daden van onkuisheid & Amado mio, vert. Marguerite Seton en Thomas Graftdijk, De Arbeiderspers, Amsterdam, 1984.
- Ragazzi di vita (1955) – Jongens uit het leven, vert. Henny Vlot, Meulenhoff, Amsterdam, 1992.
- Petrolio (postuum, 2005) – Olie, vert. Henny Vlot, Meulenhoff, Amsterdam, 1995.
- Een nacht op de tram (novelle), vert. Henny Vlot, Meulenhoff, Amsterdam, 1995.
- Il sogno di una cosa (1962) – Van een ding dromen, vert. Jan Pieter van der Sterre, Sea Urchin Editions, Rotterdam, 2006.

## Overige Nederlands vertaalde werken van Pasolini
- "Cinema", in empirismo eretico – De ketterse ervaring, vert. Wilfred Oranje, Het Wereldvenster, Bussum, 1981.
- Affabulazione – De koningsmoord & Orgie, vert. Dolf Verspoor, Meulenhoff, Amsterdam, 1986.
- L'odore dell 'India – De geur van India, vert. Patty Krone en Yond Boeke, Het Wereldvenster, Houten, 1991.

## Stripverhaal
Van Teorema verscheen in 1992 een Franstalige verstripping door Edmond Baudoin.

## Filmografie
- 1961 · Accattone
- 1962 · Mamma Roma
- 1963 · Ro.Go.Pa.G., segment: La ricotta
- 1963 · La rabbia
- 1964 · Il vangelo secondo Matteo
- 1964 · Sopralluoghi in Palestina per Il Vangelo secondo Matteo
- 1964 · Comizi d'amore
- 1966 · Uccellacci e uccellini
- 1967 · Edipo re
- 1967 · Le streghe, segment: La Terra vista dalla Luna
- 1968 · Capriccio all'Italiana, segment: Che cosa sono le nuvole?
- 1968 · Teorema
- 1969 · Appunti per un film sull'India
- 1969 · Amore e rabbia, segment: La sequenza del fiore di carta
- 1969 · Porcile
- 1969 · Medea
- 1970 · Appunti per un romanzo dell'immondizia
- 1971 · Il Decameron
- 1971 · Le mura di Sana'a
- 1972 · 12 Dicembre 1972
- 1972 · I racconti di Canterbury
- 1974 · Il fiore delle Mille e una notte
- 1975 · Pasolini e la forma della città
- 1975 · Appunti per un'Orestiade Africana
- 1975 · Salò o le 120 giornate di Sodoma